# 토마스와 친구들: 유적발굴과 탐험
《토마스와 친구들: 유적발굴과 탐험》(영어: Thomas & Friends: Digs and Discoveries)는 2019년 영국의 애니메이션 영화이다.